# Mårten Jonsson
Mårten Nils Jonsson, född 20 maj 1969, är en svensk före detta fotbollsspelare (mittfältare) som åren 1994–1998 representerade Gais.

## Biografi
Jonssons moderklubb är den lilla Skövdeklubben Igelstorps IK. Han spelade även för Ulvåkers IF i Skövde innan han 1994 värvades till Gais i division I. Säsongen 1995 var Jonsson med och spelade kval till Allsvenskan med Gais, men säsongen därpå gick det betydligt sämre för klubben, som åkte ur division I. Jonsson tilldelades dock supporterklubben Makrillarnas pris Hedersmakrillen som årets bäste spelare i Gais 1996. Han stannade kvar i Gais även i division II, och 1998 var han med och tog upp Gais i division I igen innan han lämnade klubben.

## Karriärstatistik
| Klubb  | Säsong | Seriespel   | Seriespel | Seriespel | Svenska cupen | Svenska cupen | Kvalspel | Kvalspel | Totalt  | Totalt |
| Klubb  | Säsong | Division    | Matcher   | Mål       | Matcher       | Mål           | Matcher  | Mål      | Matcher | Mål    |
| ------ | ------ | ----------- | --------- | --------- | ------------- | ------------- | -------- | -------- | ------- | ------ |
| Gais   | 1994   | Division I  | 23        | 0         | 0             | 0             | –        | –        | 23      | 0      |
| Gais   | 1995   | Division I  | 28        | 3         | 0             | 0             | 1        | 0        | 29      | 3      |
| Gais   | 1996   | Division I  | 23        | 1         | 3             | 1             | –        | –        | 26      | 2      |
| Gais   | 1997   | Division II | 21        | 1         | 6             | 0             | –        | –        | 27      | 1      |
| Gais   | 1998   | Division II | 20        | 2         | 1             | 0             | –        | –        | 21      | 2      |
| Totalt | Totalt | Totalt      | 115       | 7         | 10            | 1             | 1        | 0        | 126     | 8      |